# Erik Hartvall
Knut Erik „Pekka” Hartvall (ur. 18 lutego 1875 w Helsinkach, zm. 18 lutego 1939 w Sipoo) – fiński żeglarz, olimpijczyk, zdobywca brązowego medalu w regatach na Letnich Igrzyskach Olimpijskich w 1912 roku w Sztokholmie.
Na Letnich Igrzyskach Olimpijskich 1912 zdobył brąz w żeglarskiej klasie 12 metrów. Załogę jachtu Heatherbell tworzyli również Max Alfthan, Ernst Krogius, Jarl Hulldén, Sigurd Juslén, Axel Krogius, Eino Sandelin i John Silén.